# Katzman Automatic Imaging Telescope
Katzman Automatic Imaging Telescope (KAIT) – automatyczny teleskop optyczny używany do poszukiwania supernowych i monitorowania obiektów astronomicznych.
KAIT jest komputerowo sterowanym teleskopem zwierciadlanym z lustrem o średnicy 76 cm i kamerą CCD do wykonywania zdjęć. Wydajność wynosi około 80–90 zdjęć na godzinę.
Znajduje się w Obserwatorium Licka, położonym na wschód od miejscowości San Jose w Kalifornii. Umieszczono go w kopule wykorzystywanej wcześniej przez teleskop 24-calowy.